# Ola de frío en Asia del Sur de enero de 2017

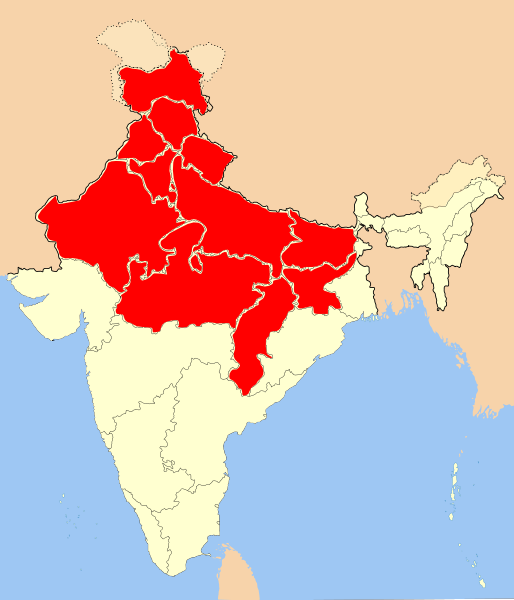
Estados de la India donde es más baja la temperatura desde enero de 2017.

La ola de frío de enero de 2017 comenzó el 3 de enero de 2017, cuando los países de Asia meridional sufrieron importantes y significativas bajadas de temperatura; estas generaron abundantes nieblas y obligaron a los gobiernos de cada país a tomar medidas drásticas como suspender las clases escolares y los servicios de ferrocarriles debido al congelamiento de las vías.

## Regiones afectadas

### India
Durante los primeros días los vientos del Himalaya bajaron al sur afectando principalmente a la India; en este país la temperatura más baja que se registró fue -12,4 °C en el estado de Jammu y Cachemira.
En Nueva Delhi se registró una temperatura de -2 °C.

### Nepal
Nepal registró un aumento de pacientes de neumonía, especialmente niños y ancianos.

#### Muertes
Los primeros días en la India se registraron 16 personas fallecidas por la ola de frío, nueve en el estado de Uttar Pradesh y siete en el estado de Himachal Pradesh. 
El norte de la India registró un total de 110 muertos.
En la capital Nueva Delhi, tanto en la ciudad como en los estados y territorios del sur, se registró un total de 130 muertos.
Un microbús escolar que se dirigía a la población de Etah, terminó colisionando en la carretera, dejando un saldo de 20 muertos y varios heridos; la intensa neblina habría provocado el accidente.